# Otto Eduard Neugebauer
Otto Eduard Neugebauer (Innsbruck, 26 maggio 1899 – Princeton, 19 febbraio 1990) è stato un matematico austriaco, noto per le sue ricerche sulla storia dell’astronomia e delle altre scienze esatte nell'antichità, in particolare sull’antica astronomia mesopotamica, egizia e greca. Egli è anche famoso per aver fondato le due maggiori riviste di recensioni matematiche, Zentralblatt für Mathematik e Mathematical Reviews.
Studiando le tavolette di argilla ha scoperto che gli antichi Babilonesi sapevano molto di più sulla matematica e sull'astronomia di quanto si era pensato fino a quel momento. La National Academy of Sciences l'ha definito "lo studioso più originale e produttivo della storia delle scienze esatte, forse della storia della scienza, della nostra epoca".

## Biografia
Figlio di un ingegnere ferroviario, perse i genitori quando era ancora un bambino e fu allevato da uno zio. Passò la sua fanciullezza a Graz, in Stiria, dove frequentò la scuola secondaria, diplomandosi nel marzo del 1917. Nell'ottobre del 1917 si arruolò nell'esercito austriaco e prese parte alla prima guerra mondiale. Al fronte, nel novembre del 1918 fu fatto prigioniero dagli italiani e internato in un campo di prigionia, lo stesso in cui era imprigionato Ludwig Wittgenstein. 
Dopo essere stato liberato, nell'autunno del 1919, Neugebauer iniziò gli studi di fisica presso l'Università di Graz. Negli anni seguenti, mentre studiava matematica all'Università di Monaco, sotto la guida di Arnold Sommerfeld e Arthur Rosenthal, Neugebauer fu stimolato dalle loro lezioni al punto di decidere di dedicare la sua vita di studioso alla matematica.
Nel 1923 divenne assistente al dipartimento di matematica dell'Università di Gottinga. L'ottobre seguente divenne assistente speciale di Richard Courant, in quel momento capo del dipartimento. Nel 1926 conseguì il dottorato di ricerca con una tesi sulle frazioni egizie. Diversi mesi più tardi iniziò a tenere lezioni fino alla sua ulteriore promozione a professore associato, avvenuta nel 1930. Nel 1931 fondò la rivista Zentralblatt für Mathematik. 
La sua opposizione al nazismo lo obbligò a trasferirsi dapprima all'Università di Copenaghen, nel 1934, e successivamente alla Università Brown, a Providence, nel Rhode Island. Nel 1940 fondò la Mathematical Reviews, una rivista di recensioni matematiche che si contrapponeva al Zentralblatt che aveva adottato una politica inaccettabilmente discriminatoria. 
Nel 1947 divenne direttore del Dipartimento di Storia della Matematica della Università Brown. Dagli anni quaranta, pur continuando a lavorare alla Università Brown, trascorse sempre più tempo all'Institute for Advanced Study di Princeton. Nel 1952 pubblicò "Le scienze esatte nell'antichità" (The Exact Sciences in Antiquity), tradotto in italiano nel 1974; nel 1975 pubblicò i tre volumi della "Storia dell'Astronomia Matematica dell'Antichità" (A History of Ancient Mathematical Astronomy).
Nel 1956 scrisse "Astronomical Cuneiform Texts", in tre volumi, testo sull'astronomia babilonese del periodo Seleucide sul moto del sole, della luna e dei pianeti.
Dopo essersi ritirato dalla Università Brown nel 1969 si trasferì a Princeton e nel 1980 divenne membro permanente dell'Istituto di Studi Avanzati. Qui è morto nel 1990.
Suo figlio Gerald Neugebauer è un astronomo.

## Opere

### Articoli
- "The Early History of the Astrolabe." Isis 40 (1949): 240-56.
- "The Study of Wretched Subjects." Isis 42 (1951): 111.
- "On the 'Hippopede' of Eudoxus." Scripta Mathematica 19 (1953): 225-29.
- "Apollonius' Planetary Theory." Communications on Pure and Applied Mathematics 8 (1955): 641-48.
- "The Equivalence of Eccentric and Epicyclic Motion According to Apollonius." Scripta Mathematica 24 (1959): 5-21.
- "Thabit Ben Qurra 'On the Solar Year' and 'On the Motion of the Eighth Sphere.'" Proceedings of the American Philosophical Society 106 (1962): 264-98.
- "On the Allegedly Heliocentric Theory of Venus by Heraclides Ponticus." American Journal of Philology 93 (1973): 600-601.
- "Notes on Autolycus." Centaurus 18 (1973): 66-69.
- "Studies in Ancient Astronomy. VIII. The Water Clock in Babylonian Astronomy." Isis, Vol. 37, No. 1/2, pp. 37-43. (May, 1947). JSTOR link. Ristampato in Neugebauer (1983), pp. 239-245 (*).
- (con Richard A. Parker) "Egyptian Astronomical Texts: Iii. Decans, Planets, Constellations, and Zodiacs."

### Libri
- (curatore con Abraham Sachs). Mathematical Cuneiform Texts. American Oriental Series, vol. 29. New Haven: American Oriental Society, 1945.
- The Exact Sciences in Antiquity. Princeton: Princeton University Press, 1952; 2nd edition, Brown University Press, 1957; reprint, New York: Dover publications, 1969.
- Astronomical Cuneiform Texts. 3 volumes. London:1956; 2nd edition, New York: Springer, 1983. (Spesso abbreviato ACT)
- The Astronomical Tables of al-Khwarizmi. Historiskfilosofiske Skrifter undgivet af Det Kongelige Danske Videnskabernes Selskab, Bind 4, nr. 2. Copenaghen: Ejnar Munksgaard, 1962.
- Ethiopic Astronomy and Computus. Wien: Verlag der Österreichischen Akademie der Wissenschaften, 1979.
- A History of Ancient Mathematical Astronomy 3 vols. Berlin: Springer, 1975. (Spesso abbreviato HAMA)
- Astronomy and History: Selected Essays. New York: Springer, 1983.

## Riconoscimenti
Nel 1967 è stato insignito del Henry Norris Russell Lectureship dalla American Astronomical Society. 
Nel 1986 ha vinto il Premio Balzan per la storia della scienza "Per la sua fondamentale ricerca nel campo delle scienze esatte nell'antichità, relativa in particolare all'antica astronomia mesopotamica, egizia e greca, che ha fatto progredire la nostra conoscenza delle scienze antiche e ne ha messo in luce la trasmissione al mondo classico e medievale. Per il suo considerevole successo nel promuovere l'interesse e l'ulteriore ricerca nella storia della scienza" (motivazione del Comitato Generale Premi Balzan).
Nel 1989 a lui e ad altri membri della sua famiglia è dedicato un asteroide, 3484 Neugebauer .
Nel 2012 gli è stato intitolato un premio, il The Otto Neugebauer Prize for the History of Mathematics, istituito dalla European Mathematical Society
 .